# 南越谷阿波踊り
南越谷阿波踊り（みなみこしがやあわおどり）は、埼玉県越谷市南越谷で毎年8月下旬に行われる阿波踊りである。「徳島市阿波おどり」「東京高円寺阿波おどり」とともに日本三大阿波踊りに、「東京高円寺阿波おどり」「神奈川大和阿波おどり」とともに関東三大阿波踊りに数えられる事もある。

## 概要
第1回は1985年8月24日に開催されて、来場者は約3万人だった。例年6千人以上の踊り手、70万人前後の観客が訪れる。近年は地元連が近辺の施設（南越谷駅、越谷市コミュニティセンター、イオンレイクタウンなど）にて、7月下旬に南越谷プレ阿波踊り、9月中旬に南越谷アンコール阿波踊りを開催している。阿波おどりは流し踊りであるが、当地では流し踊りと共に舞台踊りも多く行うのが特徴である。流し踊りは17:10よりスタートするが、舞台踊りは第一部としていち早く14:00よりスタートする。

## 歴史
- 1985年：第1回南越谷阿波踊り開催
- 2011年（第27回）：東日本大震災による節電協力のため、前夜祭および舞台踊りの第一部（上記にある14:00-16:30頃の時間帯）は中止[5]。
- 2014年（第30回）：第30回を記念し、優秀な連に対する表彰として「徳島市長賞」を新設。表彰対象は地元連の中から、事前に審査を希望した連を対象に実施。第1回の受賞連は、協賛のポラスグループの連の1つである「PO連」であった[6]。
- 2017年（第33回）：8月19日（土）の開催は、開始してすぐに埼玉県内に大雨警報が発表され、大雨と雷雨により続行困難のため途中打ち切り（中止）。「徳島市長賞」のコンテストも途中打ち切りのため、ノーコンテスト扱いとなった[7]。

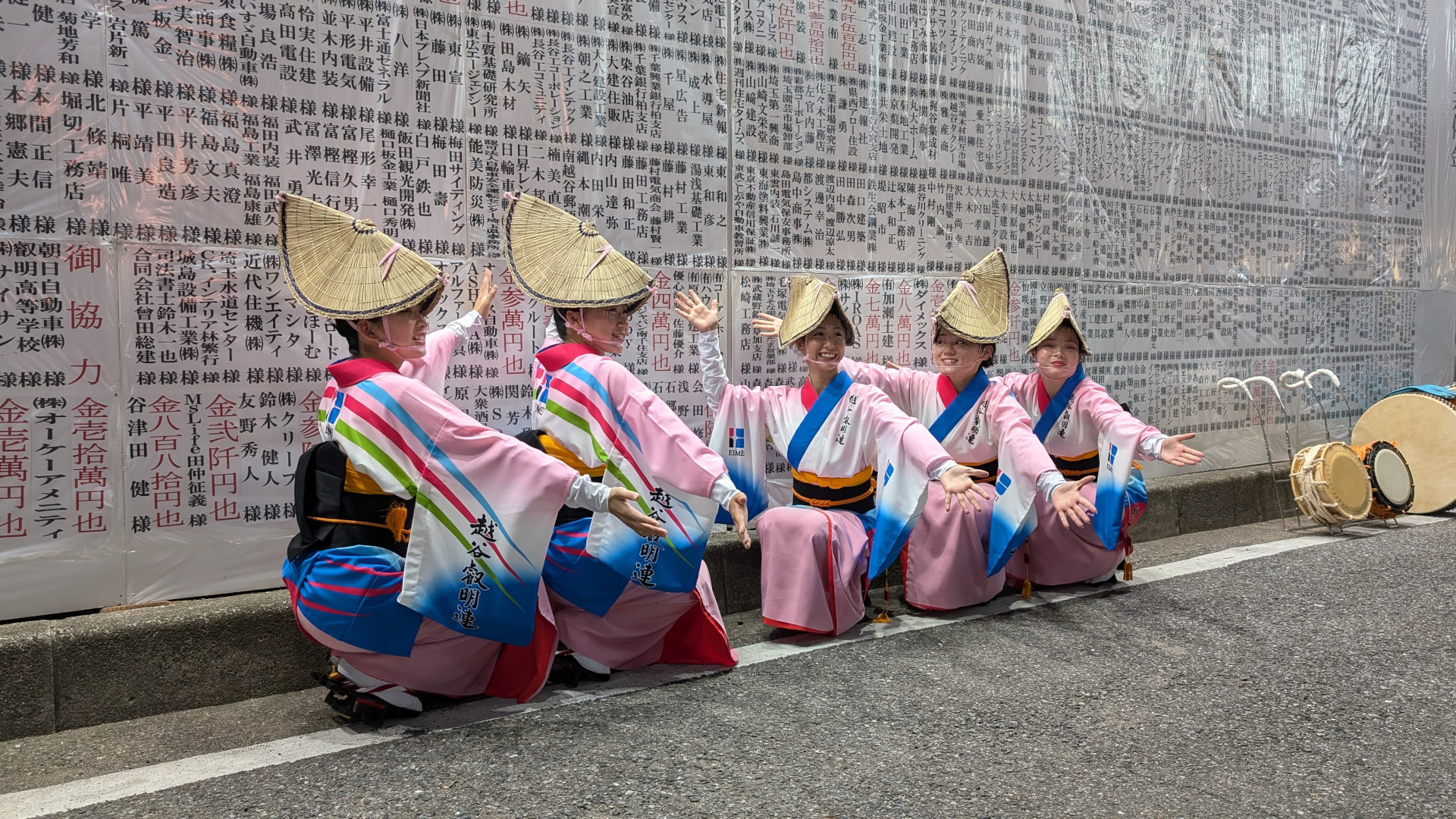
大勢のスポンサーによって運営される南越谷阿波踊り(2024年)

- 2020年・2021年・2022年（第36回）：新型コロナウイルスの影響により、2020年に予定されていた第36回を2021年に延期（中止という言いまわしは使用しておらず、第36回から変えていない）。2021年も同様の理由により、第36回を2022年に再延期[3][8]。2022年は開催されることが決定したが、越谷市コミュニティセンターサンシティ大ホールでの舞台踊りのみの開催（入場は往復はがきのみの受付による抽選）で、流し踊りや組踊りは取り止め。
- 2023年（第37回）：4年ぶりに通常開催[9]。
- 2024年（第38回）：8月24日（土）の開催は、2017年同様に大雨と雷雨により続行困難のため途中打ち切り（中止）。なお、「徳島市長賞」のコンテストは予定通り行われ、表彰式も行われた。
- 2025年（第39回）：8月22日(金)に前夜祭、23(土)及び24(日)に開催予定[10]。

## 会場

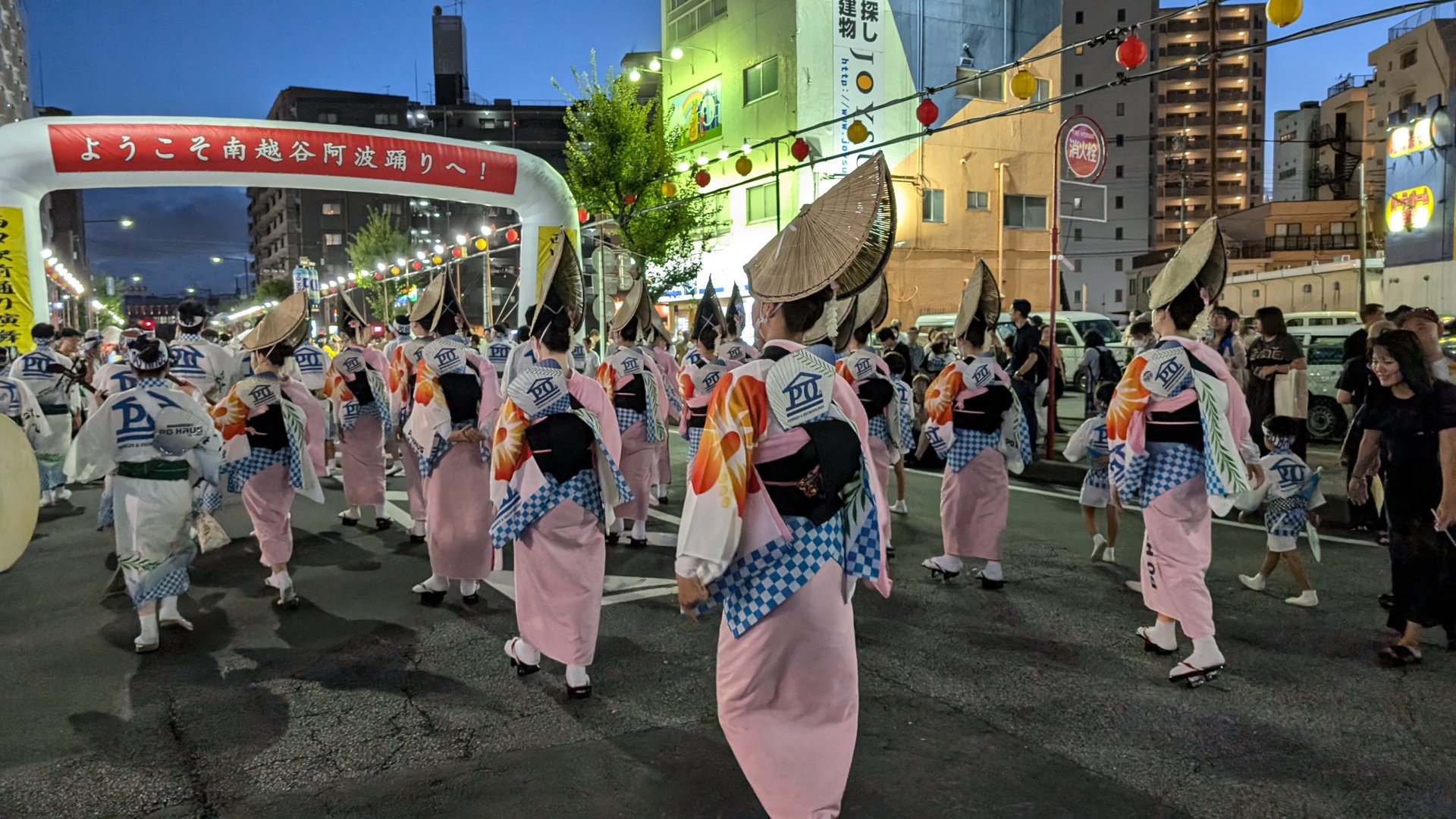
新越谷駅西口の演舞場の様子

- 流し踊り：JR武蔵野線南越谷駅南口及び東武スカイツリーライン新越谷駅西口・東口周辺道路（例年西口・東口それぞれに2つ、計4つの演舞場が設けられる）
- 舞台踊り：越谷市コミュニティセンターサンシティ大ホール、小ホール
- 組踊り：南越谷駅前特設舞台、イオン南越谷店前特設会場

## 主な参加連

### 南越谷阿波踊り振興協会所属連

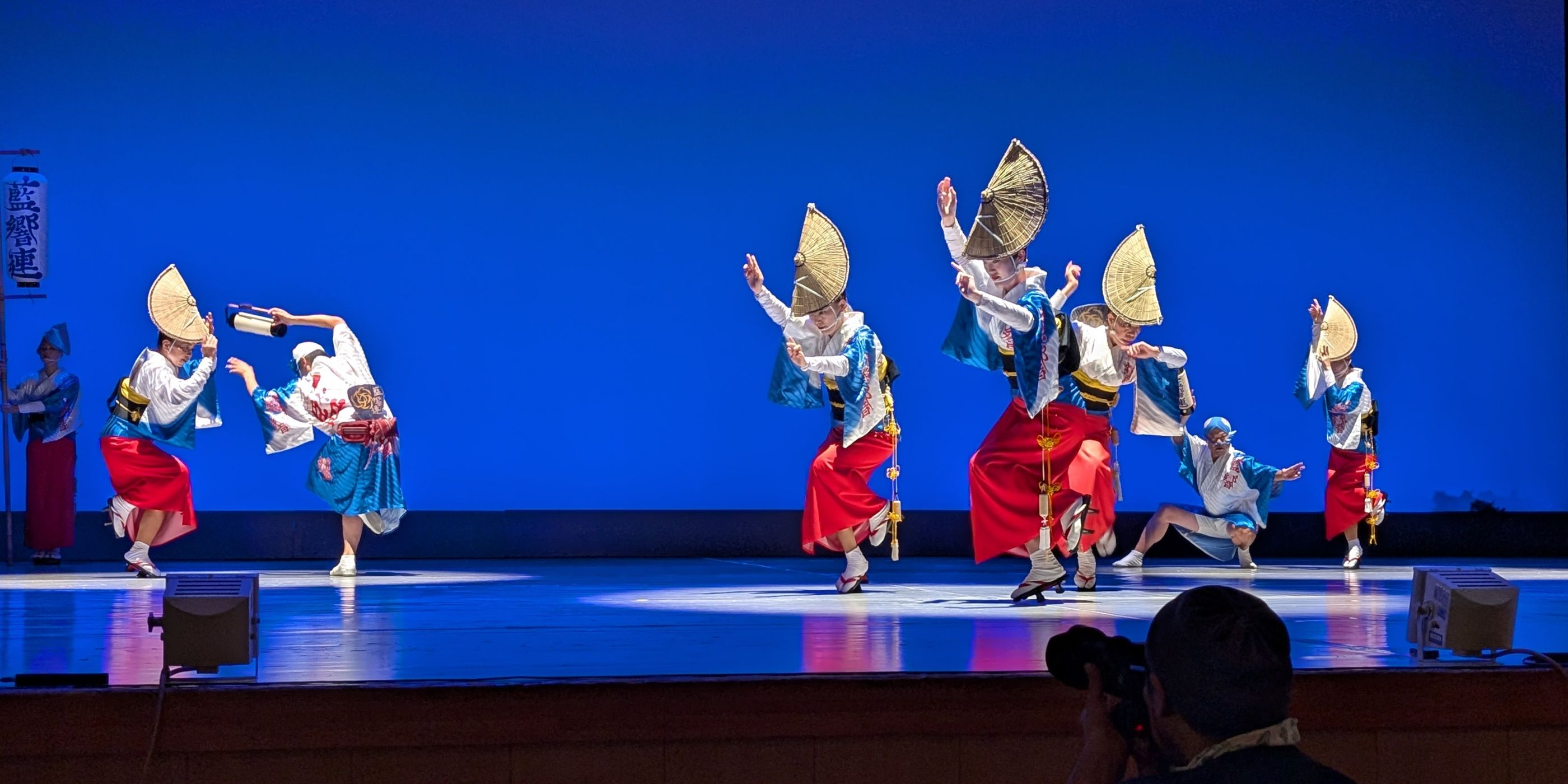
藍響連の演舞

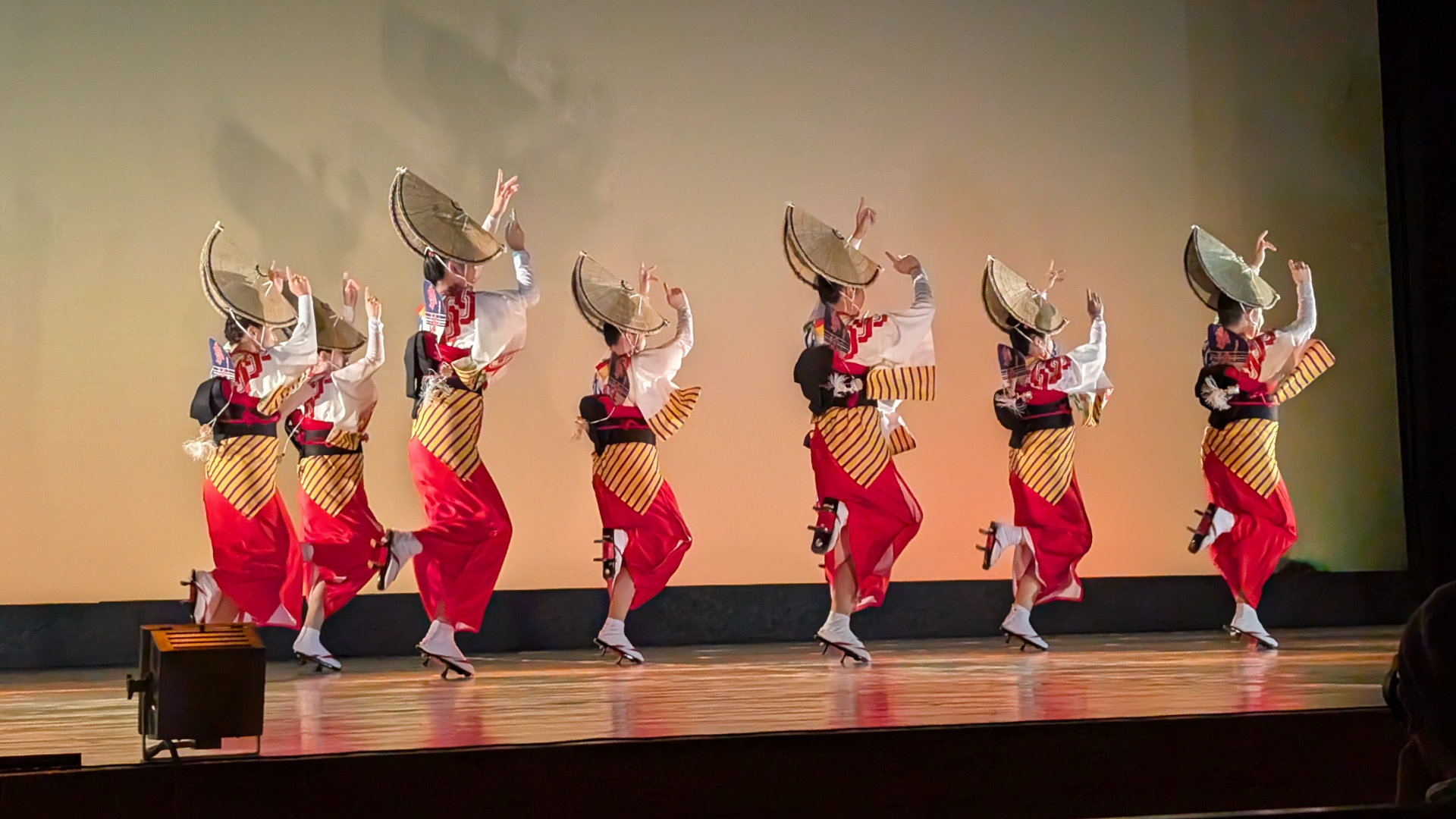
南越谷商店会勢連（きおいれん）の演舞

地元越谷市や、草加市・八潮市・春日部市・東京都足立区等の東武スカイツリーライン沿線地域を拠点とする連。または、ポラスグループ従業員・関係者による連で構成される。下記は2016年現在の所属連を列挙している。踊りのレベルが高い連も多く、2015年に初開催された「全国阿波おどりコンテスト」において、南越谷からは、いなせ連が優勝、藍響連が3位と上位を独占している。
匠連、工匠会あすなろ連、北辰連、雅連、だるまっ子連、踊りを味う連、若阿友連、朝日さわやか連、八潮飛潮連、かかし連、獨医連、なんこし連、南越谷商店会勢連、草加小山連、東京海上日動火災連、帆波衣連、けやき連、東武連、きむら連、千手連、蓮華連、越谷市役所いきいき連、足利銀行連、コスモス連、こうた連、栃木銀行連、ゆうゆう連、よふき連、ひよっこ連、泰斗連、よみうり大花連（2010年まで「宏志連」）、りっちゃん連、おきらく連、がまっこ連、阿波おどり金四郎連、維新連、向日葵連、いなせ連、一丁連、おおぞら「宙」連、藍響連、PO連、イハシ連、翔鳳連、かすかべはる銀連、巴連、丸若連、木大連、すまいる連、Has連、北辰工務連、越谷叡明連、笑楽連

### 徳島招待連

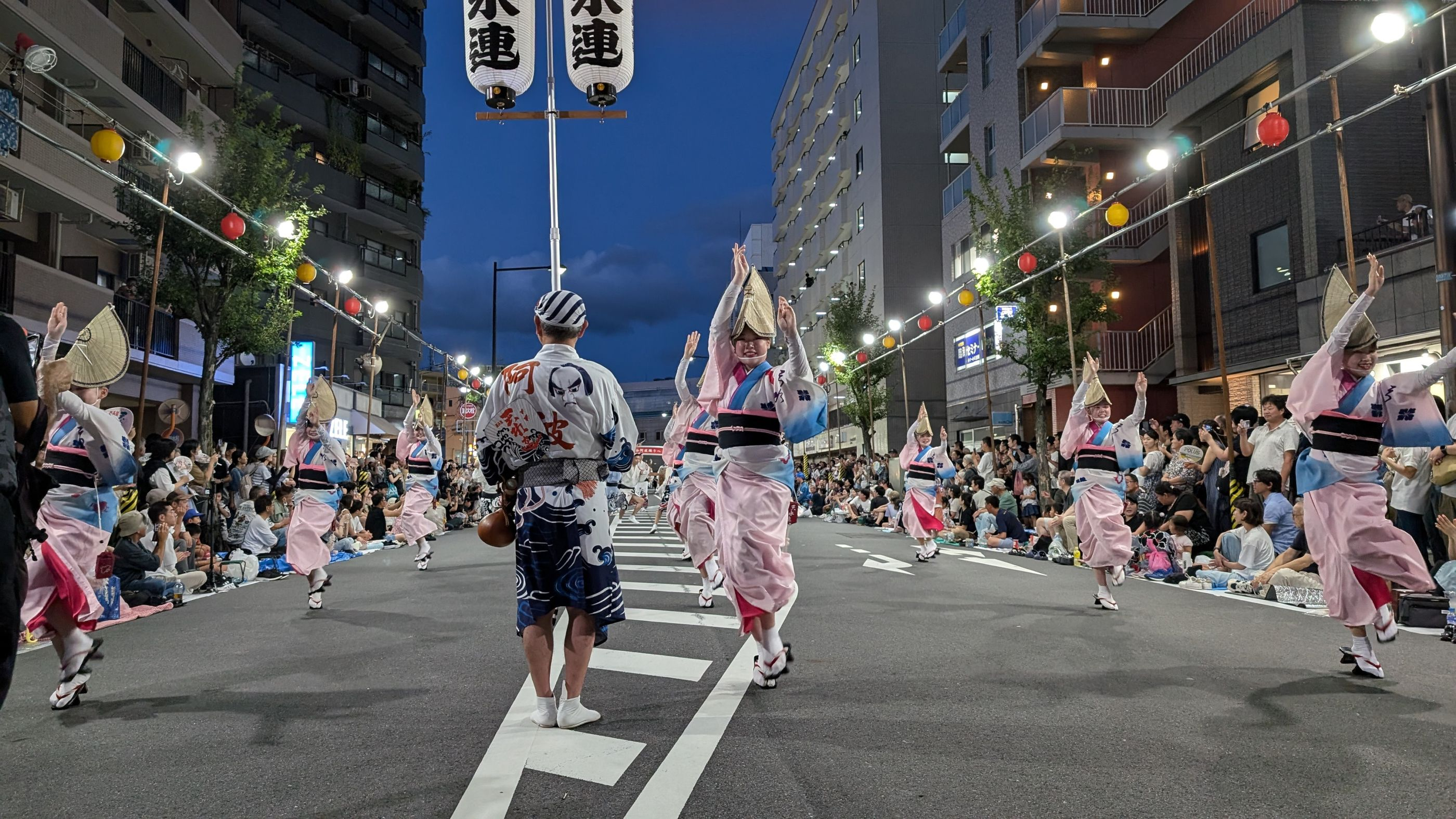
徳島招待連の一つ“天水連”

このうち、阿波おどりグループ「虹」は毎年サンシティ大ホールの舞台踊りにのみ参加している。他には、流し踊りとサンシティ大ホールの舞台踊りに（一部連はこれに加え組み踊りにも）、毎年3連前後参加する。
- 過去に参加したことのある連
  - 阿波おどりグループ「虹」、水玉連、天水連、扇連、阿呆連、葉月連、天保連、うずき連、ゑびす連、さゝ連、新ばし連、無双連、のんき連、若獅子連　等

### 高円寺招待連
東京高円寺阿波おどりと日程がバッティングする年は不参加となる。流し踊りとサンシティの舞台踊りに（一部連はこれに加え組み踊りにも）参加する。ただし、他の祭りとバッティングした場合、土日のうちどちらか1日のみ出演する場合もある。
- 例年参加の連（そのうち葵新連は、「おんたけふる里阿波踊り」とのバッティングのため1日のみ出演）
  - 葵新連、飛鳥連、江戸っ子連

### 招待連
地元連や徳島・高円寺招待連と異なり、特に活動拠点を持たない連。流し踊りとサンシティ大ホールの舞台踊りに参加する。
- 例年参加の連
  - 舞踊集団菊の会

### 近郊連
2010年までは「お客様連」と呼称。南越谷・高円寺以外を拠点にしている関東各地の連（前述の旧庄和町を含む）。中には高円寺にも毎年参加している連や、他の祭りとバッティングすることがあるため、高円寺招待連同様に土日のうちどちらか1日のみ出演する場合もある。年により一部変動がある。

詳細は公式サイト「参加連のご紹介」を参照。

## その他
- 地元ケーブルテレビ局のJ:COM 越谷・春日部（旧：JCN関東→J:COM 北関東エリア）が中継を行っている。
- 越谷市は2025年の第107回全国高等学校野球選手権大会に埼玉代表で出場した叡明高等学校の地元であり、8月7日の第3試合「叡明対津田学園（三重）」[注釈 2]ではNHKのテレビ中継内で放送された「ふるさと紹介」にて、南越谷阿波踊りが紹介された[13]。